# 獨立 (密西西比州)
獨立（英語：Independence）是位於美國密西西比州泰特縣的普查規定居民點。

## 歷史
獨立的郵局自1867年營運至今。

## 人口
根據2020年美國人口普查的數據，獨立的面積為4.69平方千米，皆為陸地。當地共有人口200人，而人口密度為每平方千米42.64人。